# Coupe de France masculine de handball 2024-2025
Navigation
Coupe de France 2023-2024 Coupe de France 2025-2026
La Coupe de France masculine de handball 2024-2025 est la 42e édition de la compétition. La Coupe de France « nationale » oppose uniquement les clubs professionnels de 1re et 2e divisions. Les clubs dont l'équipe première évolue dans un championnat national non professionnel participent à la Coupe de France « fédérale ». Les autres clubs peuvent participer aux Coupes de France « régionale » ou « départementale »
Le HBC Nantes est le double tenant du titre.
Cette édition voit Montpellier HB l'emporter contre le PSG en finale, totalisant ainsi 14 titres, un record dans cette compétition.

## Présentation

### Déroulement de la compétition
Comme la saison passée, tous les clubs rentrent dès les seizièmes de finale et la compétition se déroule selon un format simple d'élimination directe. En seizièmes de finale, les clubs de Proligue accueillent un club de Starligue.
La compétition lance la saison 2024-2025 avec un premier tour avant la première journée des championnats professionnels mais également avant le Trophée des champions. La finale, prévue en avril 2025, est particulièrement précoce.

### Déroulement des rencontres
Un match se déroule en deux mi-temps de 30 minutes entrecoupées d'un temps de repos de 15 minutes. En cas d’égalité à la fin du temps réglementaire on effectue une épreuve des tirs au but. Les équipes peuvent inscrire jusqu'à 14 joueurs sur la feuille de match.

## Résultats

### Seizièmes de finale
Sauf mention contraire, les clubs de Proligue jouent à domicile et ceux de Starligue se déplacent. Les résultats sont :
| Date                    | Club recevant                        | Score   | Club visiteur            |
| ----------------------- | ------------------------------------ | ------- | ------------------------ |
| 3 septembre 2024, 20h30 | Pontault-Combault (D2)               | 29 – 35 | Tremblay Handball        |
| 3 septembre 2024, 20h30 | Sélestat Alsace Handball (D2)        | 27 – 35 | Montpellier Handball     |
| 3 septembre 2024, 20h00 | Angers SCO Handball (D2)             | 24 – 23 | US Ivry                  |
| 3 septembre 2024, 20h00 | Nancy Handball (D2)                  | 28 – 30 | USAM Nîmes Gard          |
| 3 septembre 2024, 20h30 | Grand Besançon Doubs Handball (D2)   | 25 – 34 | Chambéry SMB HB          |
| 3 septembre 2024, 20h30 | Pau Billère (D2)                     | 28 – 33 | Paris Saint-Germain      |
| 3 septembre 2024, 20h00 | Massy Essonne Handball (D2)          | 33 – 41 | HBC Nantes               |
| 3 septembre 2024, 20h30 | Dijon Métropole Handball (D2)        | 32 – 28 | US Créteil               |
| 4 septembre 2024, 20h30 | Caen Handball (D2)                   | 30 – 34 | C' Chartres MHB          |
| 3 septembre 2024, 20h00 | Sarrebourg Moselle-Sud Handball (D2) | 26 – 34 | Pays d'Aix UC            |
| 3 septembre 2024, 20h30 | Frontignan Handball (D2)             | 33 – 34 | Istres Provence Handball |
| 3 septembre 2024, 20h00 | HBC Cournon-d'Auvergne (D2)          | 29 – 33 | Dunkerque HGL            |
| 3 septembre 2024, 20h00 | Saran Loiret Handball (D2)           | 30 – 25 | Cesson Rennes MHB        |
| 3 septembre 2024, 20h30 | Valence Handball (D2)                | 28 – 29 | Fenix Toulouse           |
| 1er octobre 2024, 20h00 | JS Cherbourg (D2)                    | 28 – 35 | Limoges Handball         |

A noter que le Saint-Raphaël VHB est exempt et qualifié automatiquement pour les huitièmes de finale car il n'y a que 15 clubs en Proligue.

### Huitièmes de finale
Les résultats des huitièmes de finale sont :
| Date                    | Club recevant                 | Score            | Club visiteur        |
| ----------------------- | ----------------------------- | ---------------- | -------------------- |
| 10 décembre 2024, 20h00 | Dijon Métropole Handball (D2) | 32 – 34          | Saint-Raphaël VHB    |
| 10 décembre 2024, 20h00 | Saran Loiret Handball (D2)    | 32 – 36          | Paris Saint-Germain  |
| 10 décembre 2024, 20h00 | Pays d'Aix UC                 | 30 – 24          | Tremblay Handball    |
| 10 décembre 2024, 20h00 | USAM Nîmes Gard               | 22 – 28          | Montpellier Handball |
| 10 décembre 2024, 20h00 | Angers SCO Handball (D2)      | 27 – 27 2 – 4tab | Limoges Handball     |
| 10 décembre 2024, 20h00 | Chambéry SMB HB               | 31 – 27          | C' Chartres MHB      |
| 10 décembre 2024, 20h00 | Dunkerque HGL                 | 32 – 32 5 – 4tab | Fenix Toulouse       |
| 10 décembre 2024, 20h00 | Istres Provence Handball      | 39 – 44          | HBC Nantes           |

### Quarts de finale
| Date                  | Club recevant        | Score          | Club visiteur     |
| --------------------- | -------------------- | -------------- | ----------------- |
| 8 février 2025, 20h45 | Paris Saint-Germain  | 35 – 35 5-4tab | HBC Nantes        |
| 8 février 2025, 19h00 | Montpellier Handball | 33 – 31        | Pays d'Aix UC     |
| 8 février 2025, 20h00 | Dunkerque HGL        | 24 – 28        | Chambéry SMB HB   |
| 6 février 2025, 19h30 | Limoges Handball     | 33 – 30        | Saint-Raphaël VHB |

### Demi-finales
| Date                | Club recevant       | Score   | Club visiteur        | Rapport          |
| ------------------- | ------------------- | ------- | -------------------- | ---------------- |
| 8 avril 2025, 19h30 | Limoges Handball    | 25 – 31 | Montpellier Handball | Feuille de match |
| 9 avril 2025, 19h00 | Paris Saint-Germain | 39 – 27 | Chambéry SMB HB      | Feuille de match |

### Finale
La finale se déroule le dimanche 18 mai 2025 au Palais omnisports de Paris-Bercy (Accor Arena) :
| 18 mai 2025 17h00 | Montpellier Handball       | 36 – 35 (tab)      | Paris Saint-Germain    | Accor Arena, Paris Arbitrage : Saïd Bounouara Stevann Pichon |
| 18 mai 2025 17h00 | Benjamin Richert (10+1tab) | (17 – 16, 28 – 28) | Kamil Syprzak (7+1tab) | Accor Arena, Paris Arbitrage : Saïd Bounouara Stevann Pichon |
| 18 mai 2025 17h00 | Tab : 8 – 7                |                    |                        | Accor Arena, Paris Arbitrage : Saïd Bounouara Stevann Pichon |
| 18 mai 2025 17h00 | ×1 ×3 ×1                   | FFHB               | ×0 ×4                  | Accor Arena, Paris Arbitrage : Saïd Bounouara Stevann Pichon |

### Autres finales
Conjointement avec celle de Coupe de France nationale masculine, neuf autres finales des Coupes de France ont lieu les 17 et 18 mai 2025. Parmi celles-ci, on trouve :
| Catégorie      | Date                | Club recevant                     | Score   | Club visiteur                            |
| -------------- | ------------------- | --------------------------------- | ------- | ---------------------------------------- |
| Nationale fém. | 17 mai 2025 à 19h30 | Metz Handball (D1)                | 32 – 18 | Paris 92 (D1)                            |
| Fédérale fém.  | 18 mai 2025 à 14h30 | USAM Nîmes (N1)                   | 34 – 28 | La Motte Servolex (N1)                   |
| Fédérale       | 17 mai 2025 à 17h00 | Metz Handball (N1)                | 25 – 27 | Élite Val d'Oise Handball (N1)           |
| Régionale      | 18 mai 2025 à 10h30 | AL Saint-Genis-Laval (Exc., AURA) | 36 – 30 | JA Isle Handball (Prén., Nlle-Aquitaine) |
| Départementale | 17 mai 2025 à 9h00  | HBC Bourgetain (D1, Savoie)       | 34 – 24 | Handball Orvault (D1, Loire-Atlantique)  |
| HandSourds     | 17 mai 2025 à 13h00 | AS des sourds de Lyon             | 37 – 23 | Pontault-Combault Handball               |